# Наташа Старр
Наташа Старр (англ. Natasha Starr, род. 10 октября 1987 года) — сценический псевдоним американской порноактрисы польского происхождения Магдалены Тышской (пол. Magdalena Tyszka).

## Биография
Родилась в Польше в октябре 1987 года. На Рождество в 2000 году, в тринадцать лет, переехала с семьей в США, где проживала в окрестностях Нью-Йорка в Уильямсберге (Бруклин) и Куинсе.
Наташа — старшая сестра порноактрисы Натальи Старр, вместе они известны как «Сёстры Старр». Вместе с другими актрисами (Дейзи Мэри, Мисти Стоун, Алекса Эймс, Лейтон Бентон, Кассандра Крус, Миа Изабелла и Вики Чейз) они снялись в эпизоде седьмого сезона сериала «Сыны анархии».
Перед началом карьеры в индустрии развлечений для взрослых, Наташа училась в школе косметологии и работала в салоне красоты в течение двух лет.
Пришла в порноиндустрию за год до своей сестры в мае 2011 года, в возрасте 23 лет. Её первая сцена была для портала Reality Kings. Первоначально работала в любительских компаниях в Нью-Йорке, а также на фотосессиях для Leg Show Magazine, затем отправилась в Лос-Анджелес, где далее развивала профессиональную карьеру.
Работала в ведущих студиях в этом секторе, таких как Evil Angel, Mile High, Devil's Film, FM Concepts и Girlfriends Films. Кроме этого, снималась для сайтов Brazzers, Reality Kings и Naughty America.
В 2013 году Сёстры Старр были названы Кисками месяца журналом Penthouse (Наталья — в июле, Наташа — в августе). Это первые сёстры, получившие звание Penthouse Pet за всю историю журнала.
Снялась более чем в 100 фильмах.

## Награды и номинации

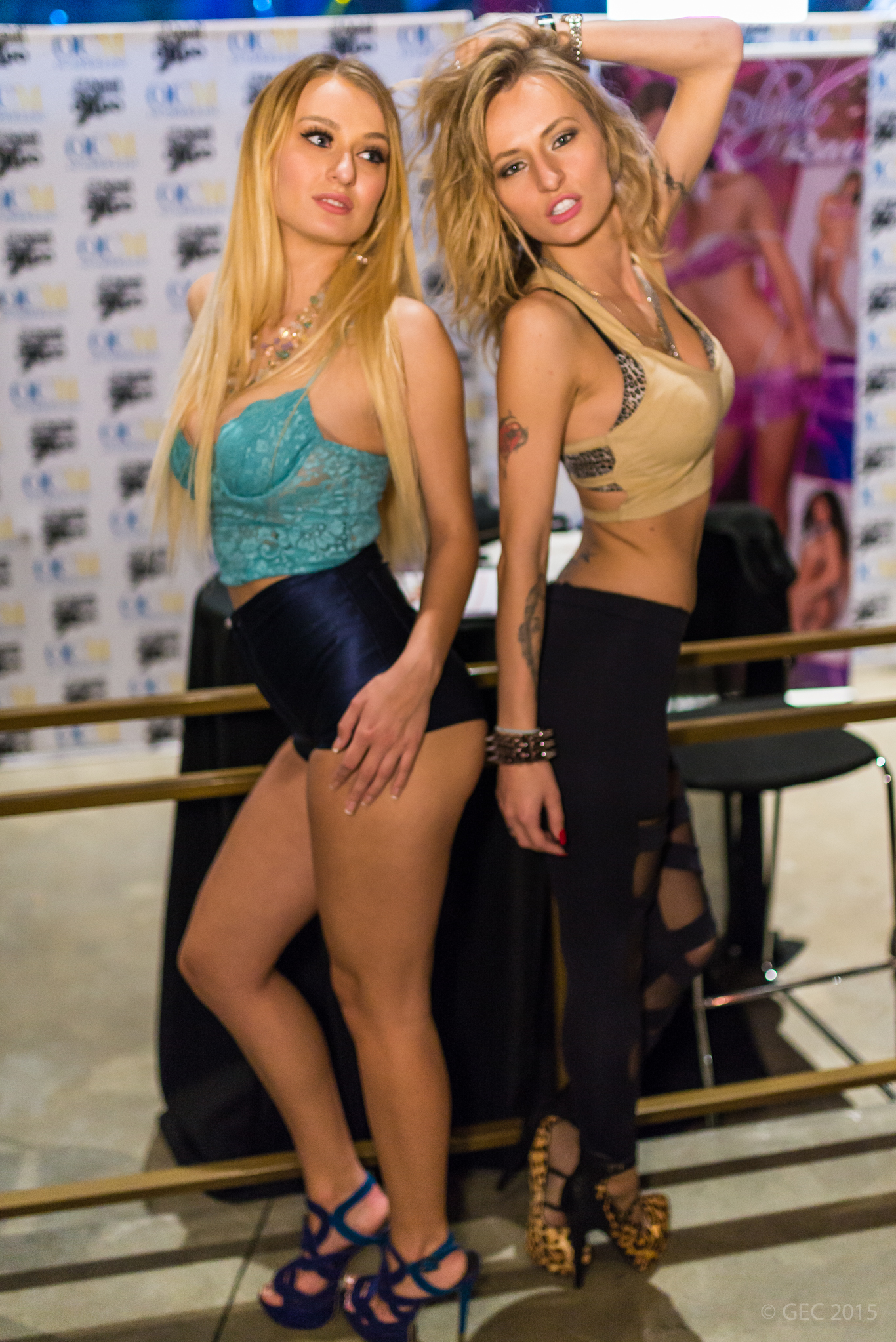
Наташа (справа) рядом с Натальей (слева) на AVN Expo, 2015 год.

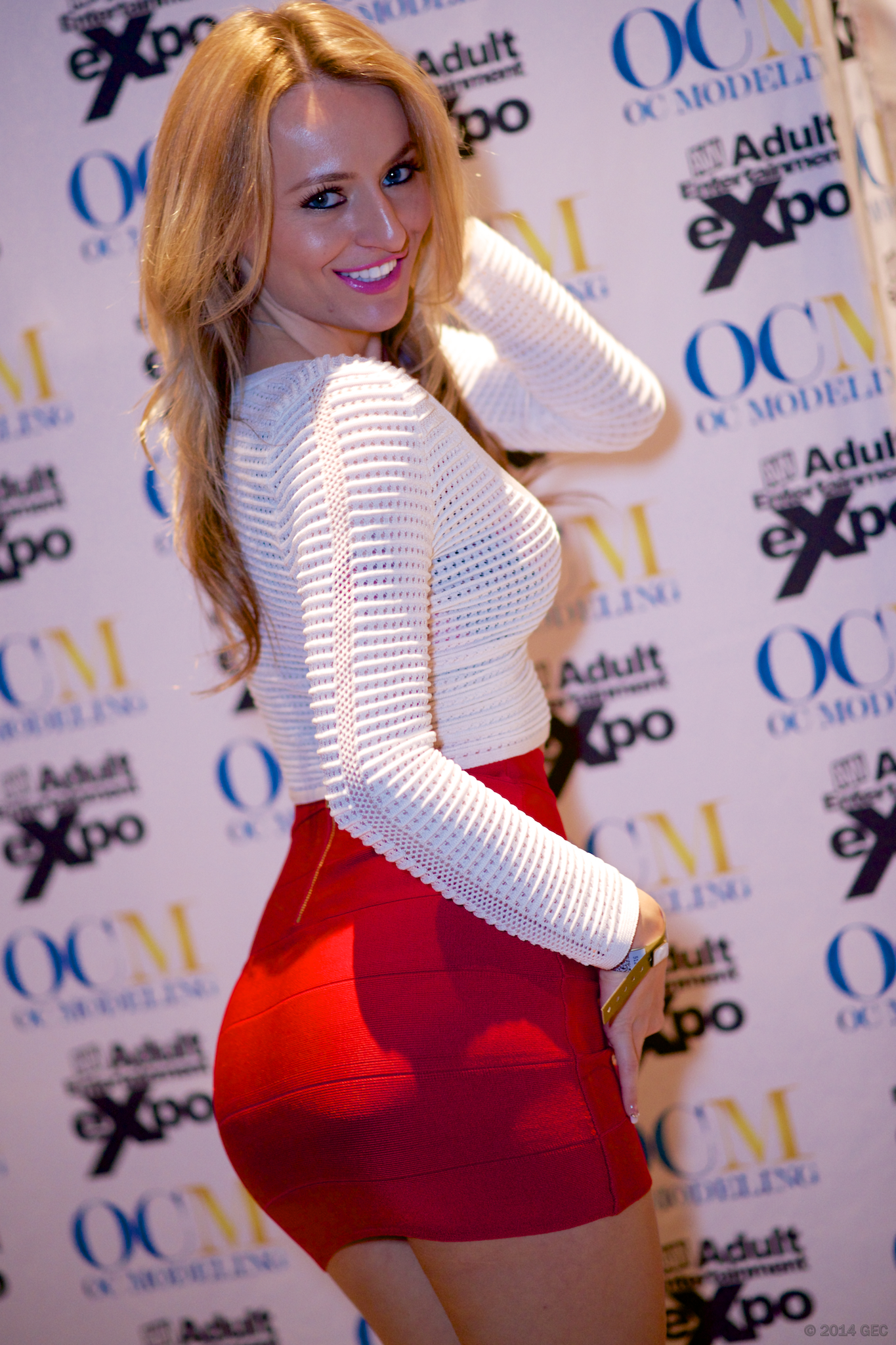
Наташа Старр на Expo AVN, 2014 год.

| Год  | Церемония                   | Результат | Номинация                                           | Работа     |
| ---- | --------------------------- | --------- | --------------------------------------------------- | ---------- |
| 2013 | Sex Awards                  | Номинация | лучшее тело в порно                                 | н/д        |
| 2013 | The Fannys                  | Номинация | Most Heroic Ass (Best Anal)                         | н/д        |
| 2014 | Spank Bank Awards           | Номинация | BBC Slut of the Year                                | н/д        |
| 2014 | Spank Bank Awards           | Номинация | International Fuck Bunny                            | н/д        |
| 2014 | The Fannys                  | Номинация | Thirsty Girl (Best Oral)                            | н/д        |
| 2015 | AVN Awards                  | Номинация | Приз зрительских симпатий: лучшая задница           | н/д        |
| 2015 | Spank Bank Awards           | Номинация | Gangbanged Princess of the Year                     | н/д        |
| 2015 | Spank Bank Awards           | Номинация | BBC Slut of the Year                                | н/д        |
| 2015 | Spank Bank Awards           | Номинация | The Contessa of Cum                                 | н/д        |
| 2015 | Spank Bank Awards           | Номинация | DP Diva of the Year                                 | н/д        |
| 2015 | Spank Bank Technical Awards | Победа    | Best Honeymoon Hostess                              | н/д        |
| 2017 | AVN Awards                  | Номинация | Приз зрительских симпатий: лучшая грудь             | н/д        |
| 2017 | XBIZ Award                  | Номинация | Лучшая сексуальная сцена в фильме пародий           | The Donald |
| 2018 | AVN Awards                  | Номинация | Приз зрительских симпатий: самые впечатляющие груди | н/д        |